# Kanton Lanester
Der Kanton Lanester (bretonisch Kanton Lannarstêr) ist seit 1982 ein französischer Wahlkreis im Arrondissement Lorient, im Département Morbihan und in der Region Bretagne. Sein Hauptort ist Lanester.

## Lage
Der Kanton liegt im Südwesten des Départements Morbihan in der Nähe der Stadt Lorient.

## Geschichte
Der Kanton Lanester entstand am 5. Februar 1982 durch Ausgliederung aus dem Kanton Pont-Scorff. Bis am 15. März 2015 bestand er nur aus der Gemeinde Lanester. Dann kam mit der Neuordnung der Kantone noch die Gemeinde Caudan des bisherigen Kantons Pont-Scorff hinzu.

## Gemeinden

### Kanton Lanester seit 2015
Der Kanton besteht aus zwei Gemeinden mit insgesamt 30.298 Einwohnern (Stand: 1. Januar 2022) auf einer Gesamtfläche von 61,00 km²:
| Gemeinde        | Bretonisch | Einwohner (2022) | Fläche (km²) | Code postal | Code Insee |
| --------------- | ---------- | ---------------- | ------------ | ----------- | ---------- |
| Caudan          | Kaodan     | 7.110            | 42,63        | 56850       | 56036      |
| Lanester        | Lannarstêr | 23.188           | 18,37        | 56600       | 56098      |
| Kanton Lanester | Lannarstêr | 30.298           | 61,00        | -           | 5607       |

### Bevölkerungsentwicklung des alten Kantons bis 2015
| 1962   | 1968   | 1975   | 1982   | 1990   | 1999   | 2006   | 2012   |
| ------ | ------ | ------ | ------ | ------ | ------ | ------ | ------ |
| 16.571 | 19.245 | 21.074 | 21.643 | 22.102 | 21.897 | 22.627 | 22.142 |